# Ravenel (Oise)
Pour les articles homonymes, voir Ravenel.
Ravenel est une commune française située à soixante-quatorze kilomètres de Paris, et se trouve dans le département de l'Oise en région Hauts-de-France.
Ses habitants sont appelés les Ravenelois et les Raveneloises.

## Géographie

### Description
Ravenel est un village situé au nord de l'Oise, sur le plateau picard et dans la région naturelle du Santerre. Il tire son nom de la ravenelle, fleur de la famille des crucifères, forme sauvage du radis. Ravenel est située dans le département de l'Oise. Ses habitants sont appelés les Ravenelois et les Raveneloises.
La commune s'étend sur 11,6 km² et est située à 26 km au nord-ouest de Compiègne, la plus grande ville aux alentours.
Situé à 115 mètres d'altitude, aucun cours d'eau ne traverse le village de Ravenel.

### Communes limitrophes
Ravenel est entourée par les communes d'Angivillers, Léglantiers, Maignelay-Montigny et Le Plessier-sur-Saint-Just.
| Plainval                   | Maignelay-Montigny | Saint-Martin-aux-Bois |
| Le Plessier-sur-Saint-Just | Ravenel            |                       |
|                            | Angivillers        | Léglantiers           |

### Hydrographie
La commune est située dans le bassin Seine-Normandie. Elle n'est drainée par aucun cours d'eau,.

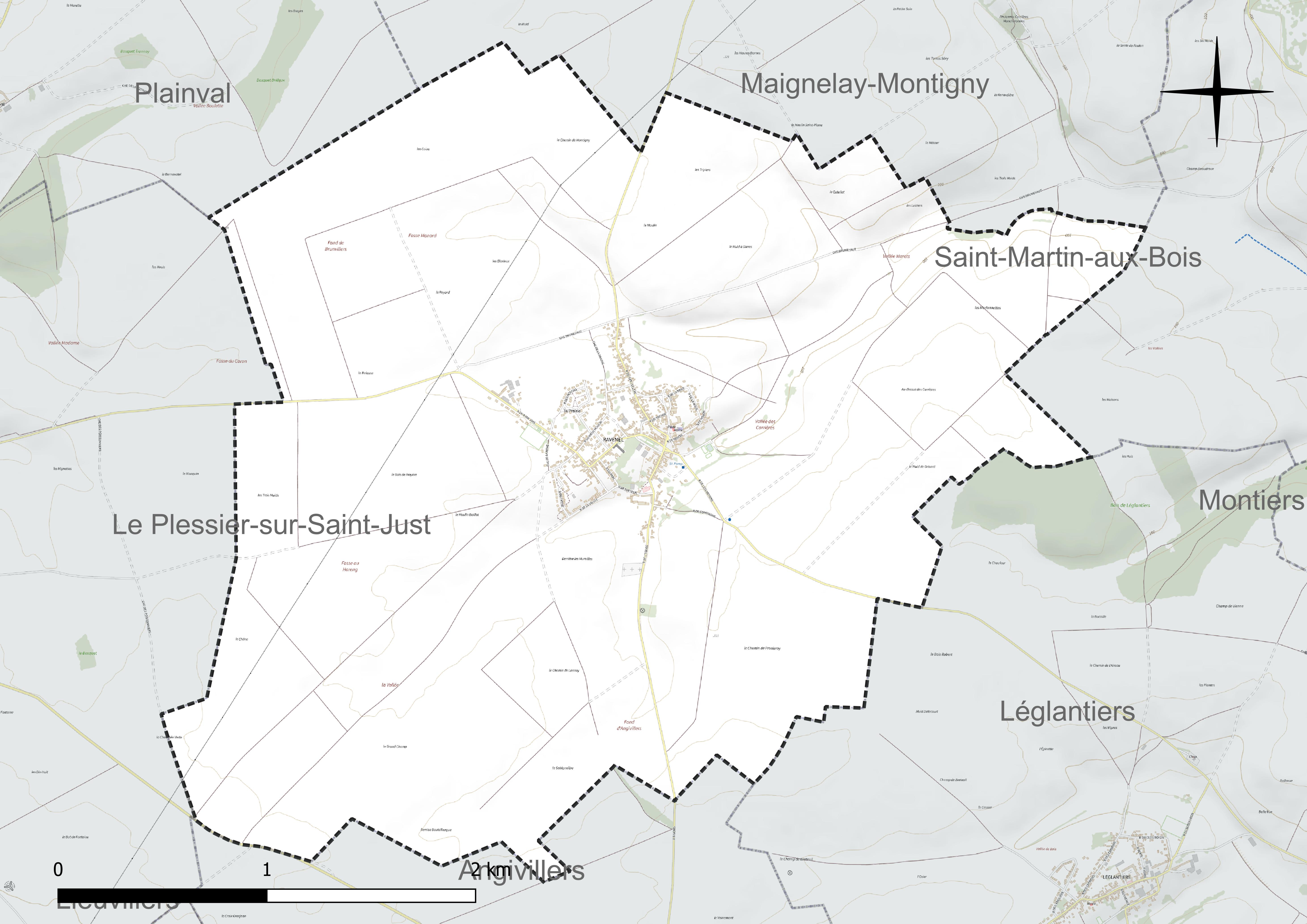
Réseau hydrographique de Ravenel.

### Climat
Pour des articles plus généraux, voir Climat des Hauts-de-France et Climat de l'Oise.
En 2010, le climat de la commune est de type climat océanique dégradé des plaines du Centre et du Nord, selon une étude du CNRS s'appuyant sur une série de données couvrant la période 1971-2000. En 2020, Météo-France publie une typologie des climats de la France métropolitaine dans laquelle la commune est exposée à un climat océanique et est dans la région climatique Nord-est du bassin Parisien, caractérisée par un ensoleillement médiocre, une pluviométrie moyenne régulièrement répartie au cours de l'année et un hiver froid (3 °C).
Pour la période 1971-2000, la température annuelle moyenne est de 10,5 °C, avec une amplitude thermique annuelle de 14,6 °C. Le cumul annuel moyen de précipitations est de 672 mm, avec 11 jours de précipitations en janvier et 8,1 jours en juillet. Pour la période 1991-2020, la température moyenne annuelle observée sur la station météorologique la plus proche, située sur la commune de Godenvillers à 9 km à vol d'oiseau, est de 11,1 °C et le cumul annuel moyen de précipitations est de 701,9 mm,. Pour l'avenir, les paramètres climatiques de la commune estimés pour 2050 selon différents scénarios d'émission de gaz à effet de serre sont consultables sur un site dédié publié par Météo-France en novembre 2022.

## Urbanisme

### Typologie
Au 1er janvier 2024, Ravenel est catégorisée bourg rural, selon la nouvelle grille communale de densité à sept niveaux définie par l'Insee en 2022.
Elle est située hors unité urbaine. Par ailleurs la commune fait partie de l'aire d'attraction de Paris, dont elle est une commune de la couronne,.

### Occupation des sols

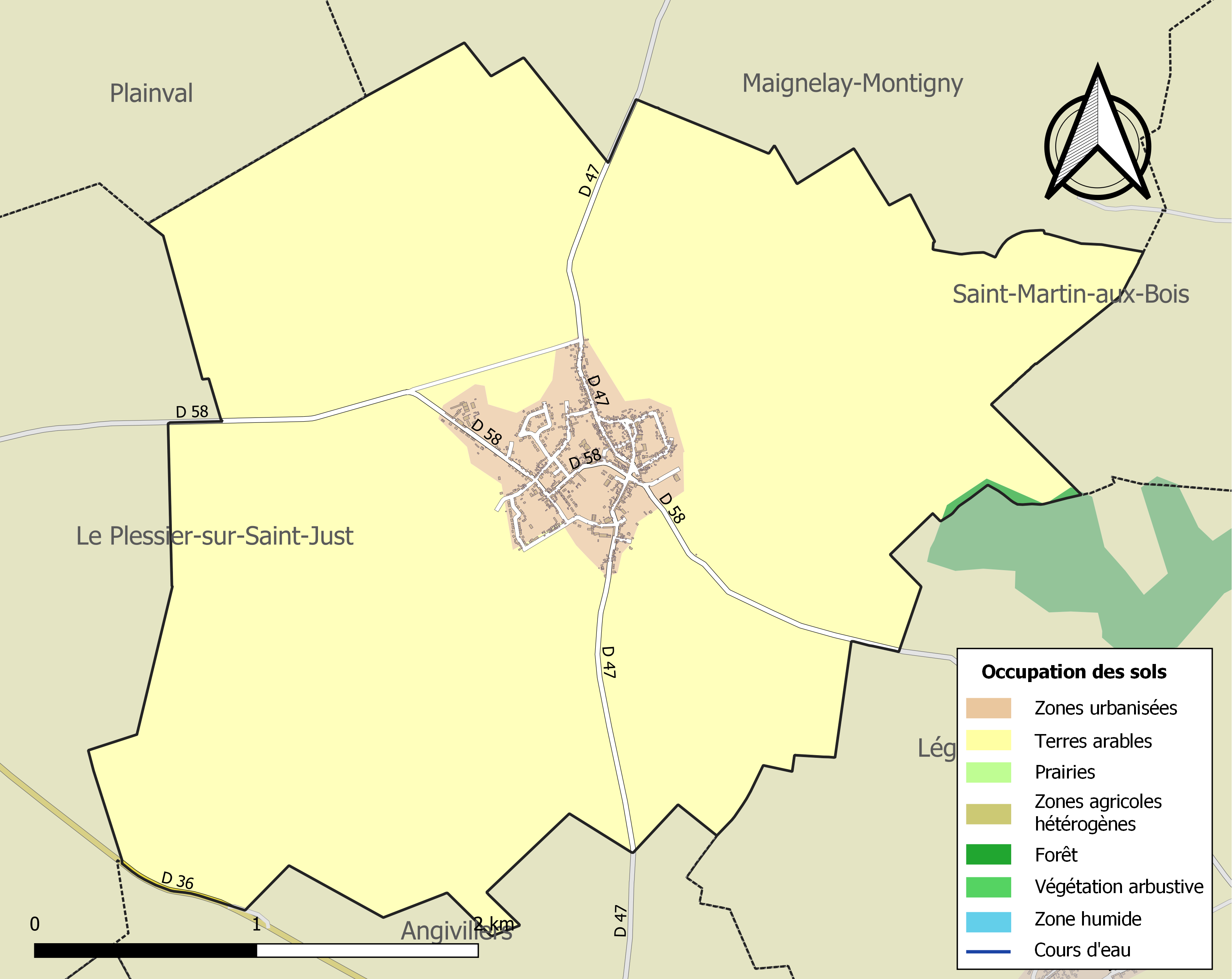
Carte des infrastructures et de l'occupation des sols de la commune en 2018 (CLC).

L'occupation des sols de la commune, telle qu'elle ressort de la base de données européenne d'occupation biophysique des sols Corine Land Cover (CLC), est marquée par l'importance des territoires agricoles (94,4 % en 2018), une proportion sensiblement équivalente à celle de 1990 (94,9 %). La répartition détaillée en 2018 est la suivante : 
terres arables (94,4 %), zones urbanisées (5,4 %), forêts (0,1 %). L'évolution de l'occupation des sols de la commune et de ses infrastructures peut être observée sur les différentes représentations cartographiques du territoire : la carte de Cassini (XVIIIe siècle), la carte d'état-major (1820-1866) et les cartes ou photos aériennes de l'IGN pour la période actuelle (1950 à aujourd'hui).

### Habitat et logement
En 2018, le nombre total de logements dans la commune était de 487, alors qu'il était de 486 en 2013 et de 479 en 2008.
Parmi ces logements, 93 % étaient des résidences principales, 0,6 % des résidences secondaires et 6,4 % des logements vacants. Ces logements étaient pour 93 % d'entre eux des maisons individuelles et pour 7 % des appartements.
Le tableau ci-dessous présente la typologie des logements à Ravenel en 2018 en comparaison avec celle de l'Oise et de la France entière. Une caractéristique marquante du parc de logements est ainsi une proportion de résidences secondaires et logements occasionnels (0,6 %) inférieure à celle du département (2,5 %) et à celle de la France entière (9,7 %). Concernant le statut d'occupation de ces logements, 79,7 % des habitants de la commune sont propriétaires de leur logement (81,9 % en 2013), contre 61,4 % pour l'Oise et 57,5 % pour la France entière.
| Typologie                                               | Ravenel | Oise | France entière |
| ------------------------------------------------------- | ------- | ---- | -------------- |
| Résidences principales (en %)                           | 93      | 90,4 | 82,1           |
| Résidences secondaires et logements occasionnels (en %) | 0,6     | 2,5  | 9,7            |
| Logements vacants (en %)                                | 6,4     | 7,1  | 8,2            |

### Voies de communication et transports
La commune est desservie, en 2023, par les lignes 662, 683 et 6304 du réseau interurbain de l'Oise.

## Toponymie
Le nom de la localité est attesté sous les formes Ravenel (1163) ; Petrus de Ravenel (1238) ; de Raisnello (1250) ; Ravenellum (1258) ; Johanni de Ravenel (vers 1269) ; villa de Ravenello (1272) ; de Ravenello (1292) ; Resnellum (vers 1295) ; Ravenes (1418) ; Lancelot de Ravenel (1423) ; Ravenel les Montdidier (1537) ; Ravenelles (1537) ; Ravenay en Beauvoisis (1547) ; Ravenallum (1613) ; Ravenelle (1667).
Ravenel, dérivé de l'ancien français ravene avec le suffixe diminutif -el, issu du latin raphanus désignant un champ de raiforts, toponyme fréquent lié aux cultures des raves, c'est aussi un surnom de cultivateur de radis.

## Histoire

### Époque moderne
Au XVIe siècle, Ravenel appartient au duché d'Halluin. Grands constructeurs, les Halluin ont fait édifier des églises remarquables. Celle de Ravenel en est un exemple, construite vers 1550.

### Époque contemporaine

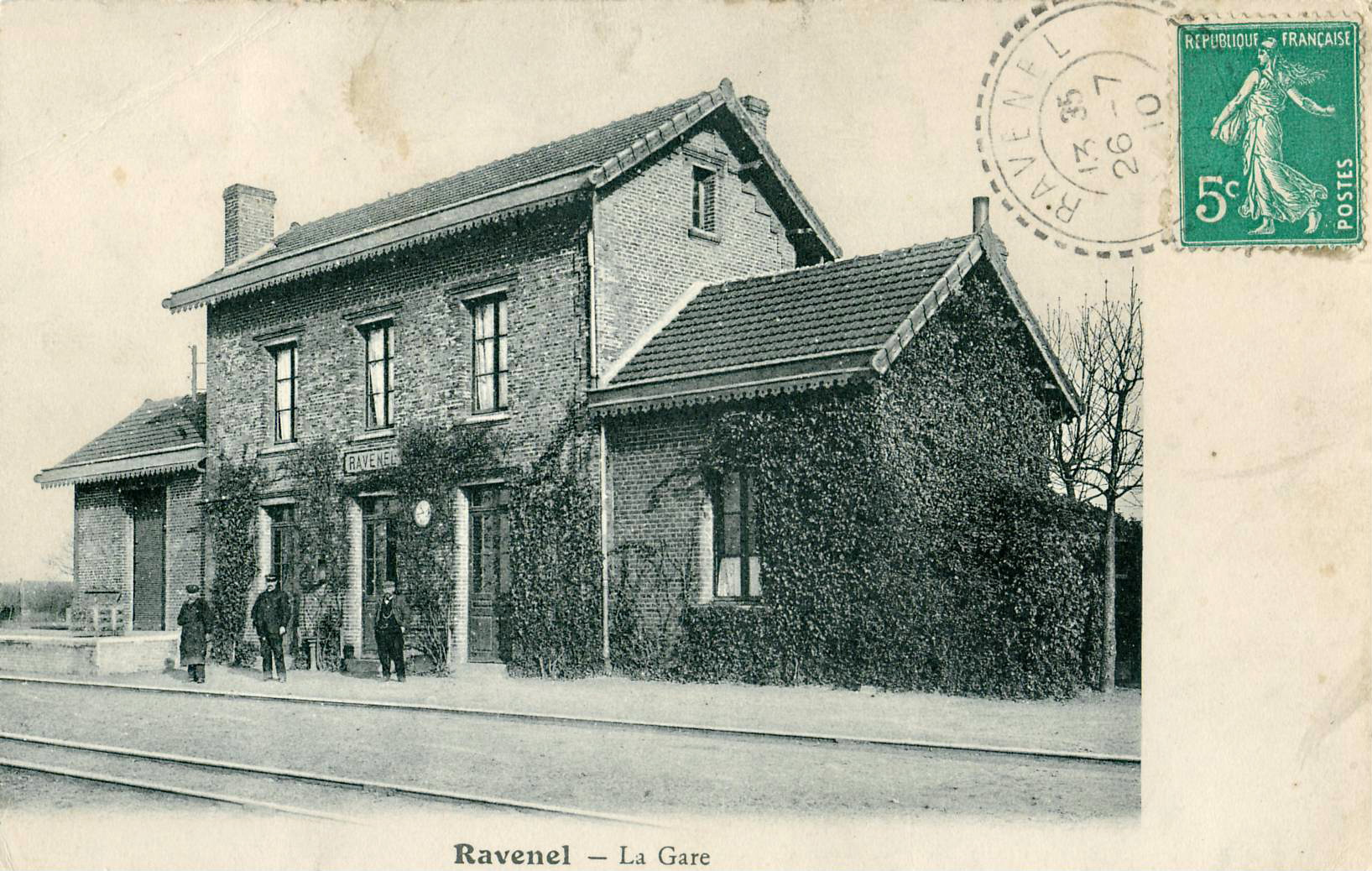
L'ancienne gare sur la ligne Estrées-Saint-Denis - Froissy - Crèvecœur-le-Grand.

Ravenel est desservi à partir de 1891 par la ligne Estrées-Saint-Denis - Froissy, prolongée jusqu'à Crèvecœur-le-Grand en 1911. Cette ligne de chemin de fer secondaire à voie métrique faisait partie du réseau des chemins de fer départementaux de l'Oise. Cette ligne avait un fort trafic betteravier, mais facilitait également les déplacements des habitants jusqu'à sa fermeture en 1961. C'est donc la dernière ligne secondaire exploitée dans le Bassin parisien.

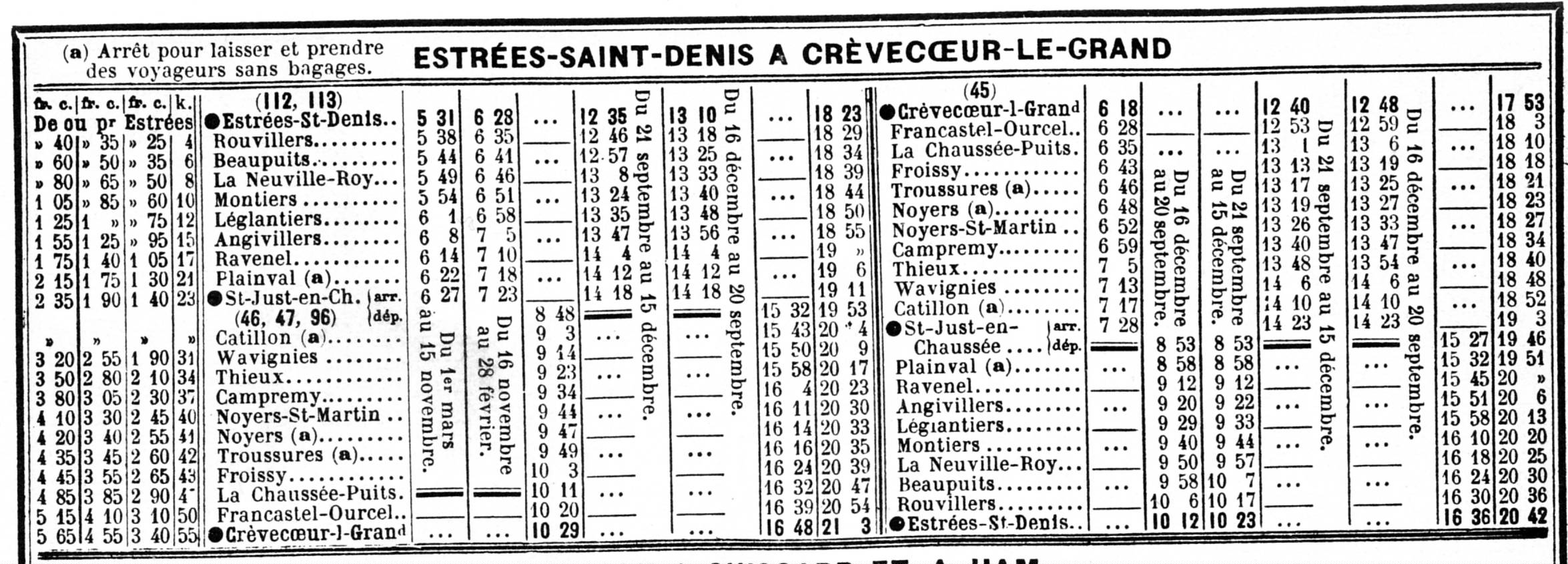
Horaires de la ligne en mai 1914.

#### Seconde Guerre mondiale
Au cours de la bataille de France de 1940, la 4e division d'infanterie coloniale française doit se replier dans le secteur de Saint-Just-en-Chaussée avec mission de retarder le plus possible l'avancée de l'armée allemande. Le 9 juin, des troupes du 24e régiment de tirailleurs sénégalais subissent à Ravenel, de violents tirs d'artillerie. Le régiment doit se replier, une compagnie retranchée dans la gare tente de ralentir la progression de l'ennemi. Vingt tirailleurs sont tués lors de cet affrontement, des blessés sont achevés par l'ennemi.

## Politique et administration

### Rattachements administratifs et électoraux

#### Rattachements administratifs
La commune se trouve depuis 1942 dans l'arrondissement de Clermont du département de l'Oise.
Elle faisait partie depuis 1793 du canton de Saint-Just-en-Chaussée. Dans le cadre du redécoupage cantonal de 2014 en France, cette circonscription administrative territoriale a disparu, et le canton n'est plus qu'une circonscription électorale.

#### Rattachements électoraux
Pour les élections départementales, la commune fait partie depuis 2014 d'un nouveau canton de Saint-Just-en-Chaussée porté de 29 à 84 communes.
Pour l'élection des députés, elle fait partie de la première circonscription de l'Oise.

### Intercommunalité
Ravenel est membre de la communauté de communes du Plateau Picard, un établissement public de coopération intercommunale (EPCI) à fiscalité propre créé en 2000 et auquel la commune a transféré un certain nombre de ses compétences, dans les conditions déterminées par le code général des collectivités territoriales.

### Liste des maires
| Période                                  | Période                       | Identité                 | Étiquette | Qualité                                                                                                   |
| ---------------------------------------- | ----------------------------- | ------------------------ | --------- | --- |
| Les données manquantes sont à compléter. |                               |                          |           | |
| 1793                                     | 1796                          | Joseph Fore              |           | |
| 1796                                     | 1808                          | Toussaint Calais         |           | |
| 1808                                     | 1813                          | François Pillon          |           | |
| 1813                                     | 1830                          | M. Pondre de Ravenel     |           | Marquis                                                                                                   |
| 1830                                     | 1840                          | Adolphe Pillon           |           | |
| 1840                                     | 1844                          | M. de Chazelles          |           | Vicomte                                                                                                   |
| 1844                                     | 1848                          | Adolphe Pillon           |           | |
| 1848                                     | 1856                          | M. de Chazelles          |           | Vicomte                                                                                                   |
| 1856                                     | 1869                          | Ambroise Leroy Heudel    |           | |
| 1869                                     | 1871                          | Adolphe Pillon           |           | |
| 1871                                     | 1886                          | Hippolyte Bouche         |           | |
| 1886                                     | 1896                          | Edmond Ratisbonne        |           | |
| 1893                                     | 1901                          | Ernest Langlois          |           | |
| 1901                                     | 1903                          | Joseph Trubert           |           | |
| 1903                                     | 1912                          | Marie-Alphone Ratisbonne |           | |
| 1912                                     | 1919                          | Louis Émile Gaillet      |           | |
| 1919                                     | 1925                          | Philémon Lemaire         |           | |
| 1925                                     | 1945                          | Alberft Roussel          |           | |
| 1945                                     | 1947                          | Adolphe Desnain          |           | |
| 1947                                     | 1953                          | Pierre Pillon            |           | |
| 1953                                     | 1959                          | Robert Hersant,          | Rad.      | Patron de presse Maire de Liancourt (1967 → 1974) Député de l'Oise (3e circ) (1958 → 1978 et 1986 → 1978) |
| 1959                                     | 1965                          | Julien Delormel          |           | |
| 1965                                     | 1983                          | René Leroy               |           | |
| 1983                                     | 1995                          | Gilbert Decuignière      |           | |
| 1995                                     | 2008                          | Jean-Pierre Portemer     | DVG       | Ancien combattant                                                                                         |
| mars 2008                                | avril 2023                    | Bernard Merlin,          | SE        | Démissionnaire                                                                                            |
| juillet 2023,                            | En cours (au 14 juillet 2023) | Gérard Leroy             |           | Retraité                                                                                                  |

## Population et société

### Démographie

#### Évolution démographique
L'évolution du nombre d'habitants est connue à travers les recensements de la population effectués dans la commune depuis 1793. Pour les communes de moins de 10 000 habitants, une enquête de recensement portant sur toute la population est réalisée tous les cinq ans, les populations de référence des années intermédiaires étant quant à elles estimées par interpolation ou extrapolation. Pour la commune, le premier recensement exhaustif entrant dans le cadre du nouveau dispositif a été réalisé en 2008.

En 2022, la commune comptait 1 047 habitants, en évolution de −6,1 % par rapport à 2016 (Oise : +0,87 %, France hors Mayotte : +2,11 %).
| 1793  | 1800  | 1806  | 1821  | 1831  | 1836  | 1841 | 1846  | 1851  |
| ----- | ----- | ----- | ----- | ----- | ----- | ---- | ----- | ----- |
| 1 017 | 1 054 | 1 143 | 1 068 | 1 022 | 1 050 | 990  | 1 032 | 1 025 |

| 1856  | 1861  | 1866  | 1872  | 1876  | 1881  | 1886  | 1891  | 1896  |
| ----- | ----- | ----- | ----- | ----- | ----- | ----- | ----- | ----- |
| 1 022 | 1 054 | 1 054 | 1 073 | 1 100 | 1 056 | 1 020 | 1 016 | 1 015 |

| 1901  | 1906  | 1911 | 1921 | 1926 | 1931 | 1936 | 1946 | 1954 |
| ----- | ----- | ---- | ---- | ---- | ---- | ---- | ---- | ---- |
| 1 024 | 1 077 | 989  | 892  | 923  | 850  | 855  | 839  | 834  |

| 1962 | 1968 | 1975 | 1982 | 1990 | 1999  | 2006  | 2008  | 2013  |
| ---- | ---- | ---- | ---- | ---- | ----- | ----- | ----- | ----- |
| 903  | 898  | 880  | 901  | 909  | 1 018 | 1 114 | 1 142 | 1 139 |

| 2018  | 2022  | - | - | - | - | - | - | - |
| ----- | ----- | - | - | - | - | - | - | - |
| 1 081 | 1 047 | - | - | - | - | - | - | - |

#### Pyramide des âges
La population de la commune est relativement jeune.
En 2018, le taux de personnes d'un âge inférieur à 30 ans s'élève à 35,3 %, soit en dessous de la moyenne départementale (37,3 %). À l'inverse, le taux de personnes d'âge supérieur à 60 ans est de 22,5 % la même année, alors qu'il est de 22,8 % au niveau départemental.
En 2018, la commune comptait 552 hommes pour 529 femmes, soit un taux de 51,06 % d'hommes, largement supérieur au taux départemental (48,89 %).
Les pyramides des âges de la commune et du département s'établissent comme suit.
| Hommes | Classe d’âge | Femmes |
| ------ | ------------ | ------ |
| 0,7    | 90 ou +      | 0,2    |
| 5,6    | 75-89 ans    | 5,7    |
| 13,9   | 60-74 ans    | 18,9   |
| 25,7   | 45-59 ans    | 24,0   |
| 16,5   | 30-44 ans    | 18,3   |
| 17,2   | 15-29 ans    | 15,9   |
| 20,3   | 0-14 ans     | 17,0   |

| Hommes | Classe d’âge | Femmes |
| ------ | ------------ | ------ |
| 0,5    | 90 ou +      | 1,4    |
| 5,5    | 75-89 ans    | 7,6    |
| 15,6   | 60-74 ans    | 16,3   |
| 20,8   | 45-59 ans    | 20     |
| 19,4   | 30-44 ans    | 19,4   |
| 17,6   | 15-29 ans    | 16,2   |
| 20,6   | 0-14 ans     | 19,1   |

## Culture locale et patrimoine

### Lieux et monuments
Ravenel compte un  monument historique sur son territoire :
- Église de la Nativité-Notre-Dame (classée monument historique en 1919[30]) : 
L'église paroissiale est un édifice vaste, élevé et cruciforme. Le chœur et le clocher datent de la fin du XVIe siècle. La nef, où l'on remarque des colonnes cannelées, a été reconstruite au cours du XVIIIe siècle. 
Les fonts baptismaux sont sculptés. Le portail date de 1780. La partie la plus curieuse de cet édifice est le clocher gothique flamboyant de 1550, placé au-dessus du croisillon nord, de 45 mètres de hauteur. Il est divisé en trois étages et terminé par une coupole. On y distingue les chiffres de Henri II et de Diane de Poitiers[31],[32].

Plusieurs objets présents dans l'église sont classés monument historique.
On peur également signaler :
- Château de Ravenel.
- Chapelle, rue du 8-Mai-1945.

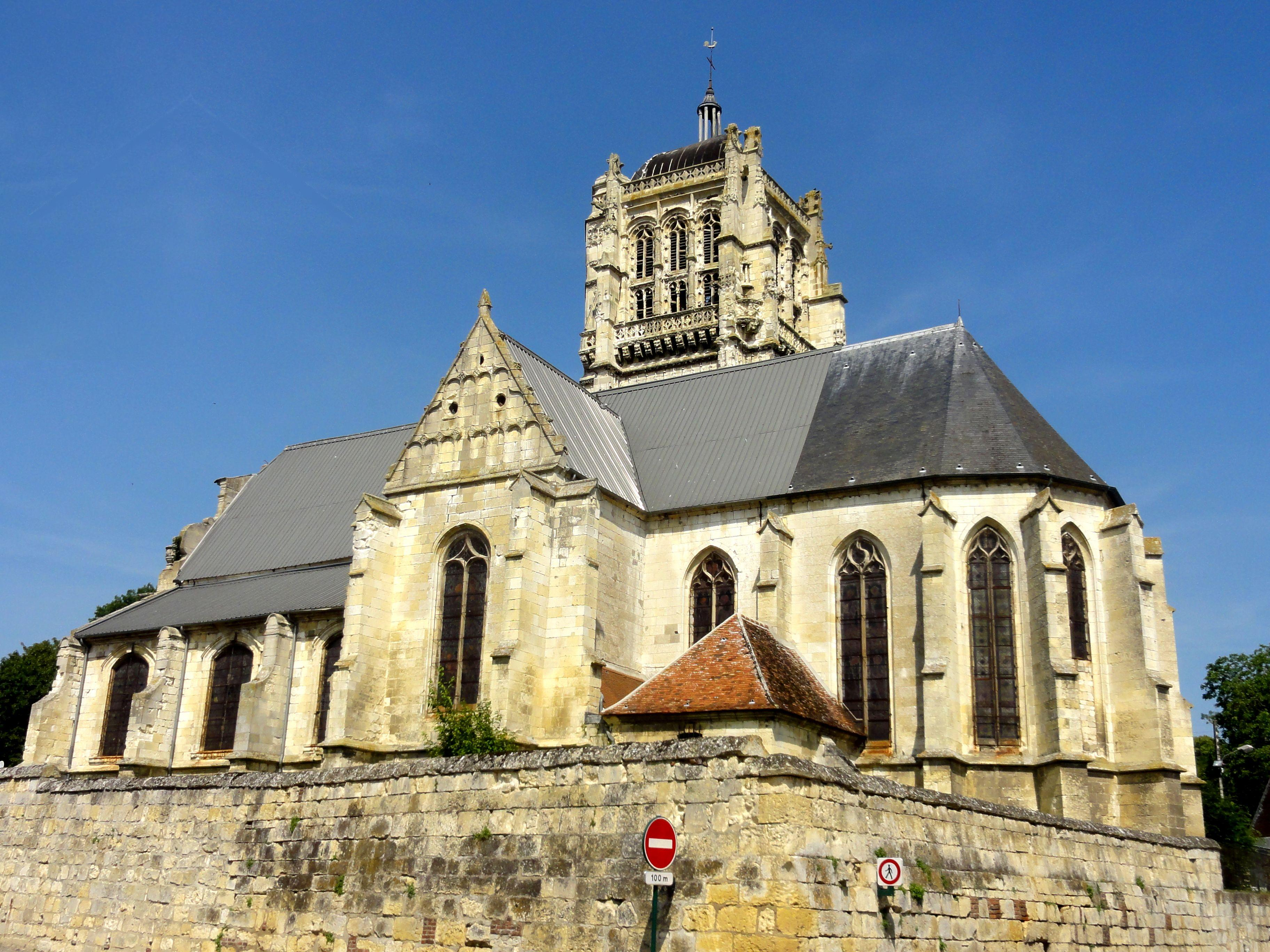
L'église
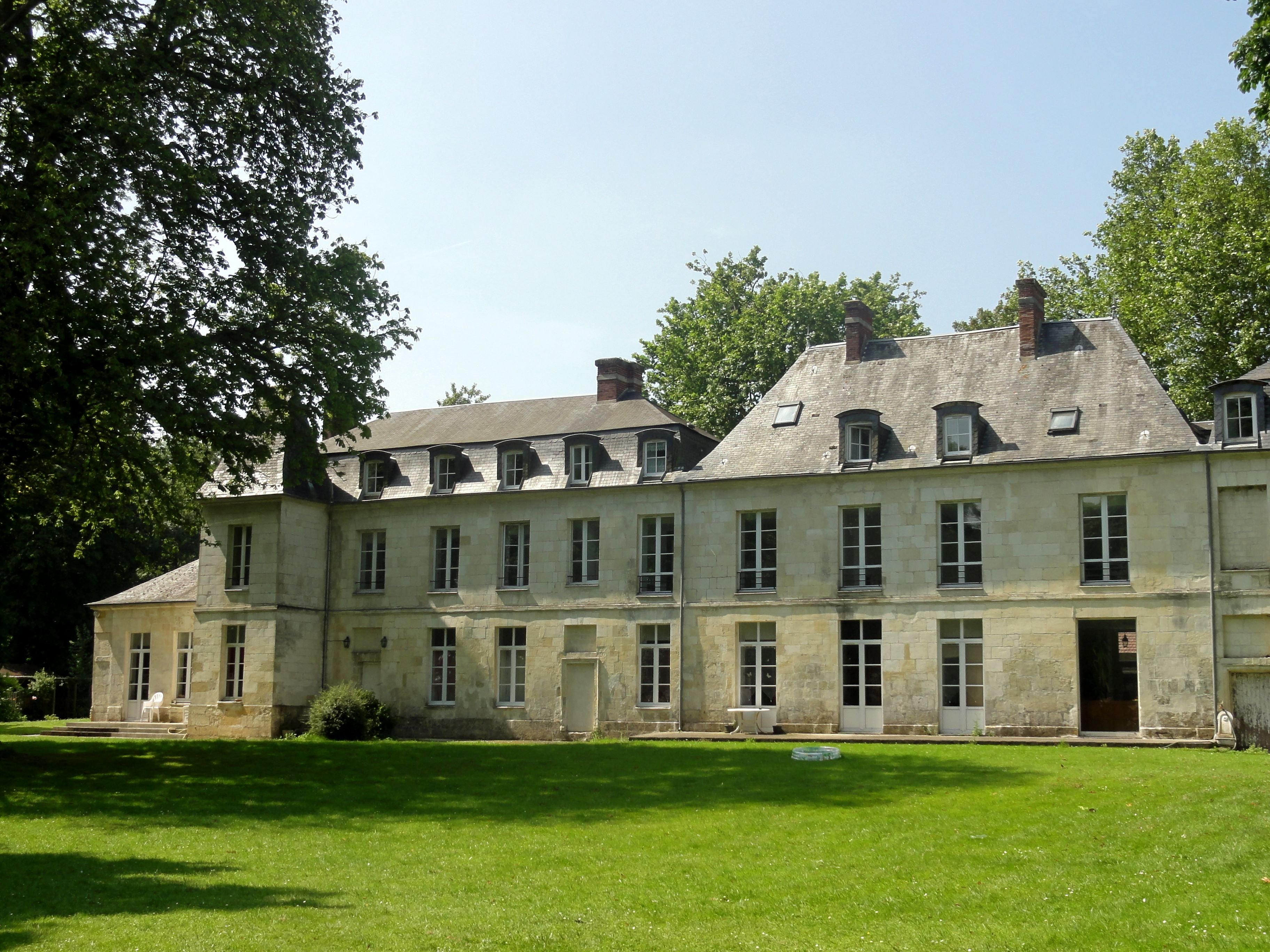
Château de Ravenel.
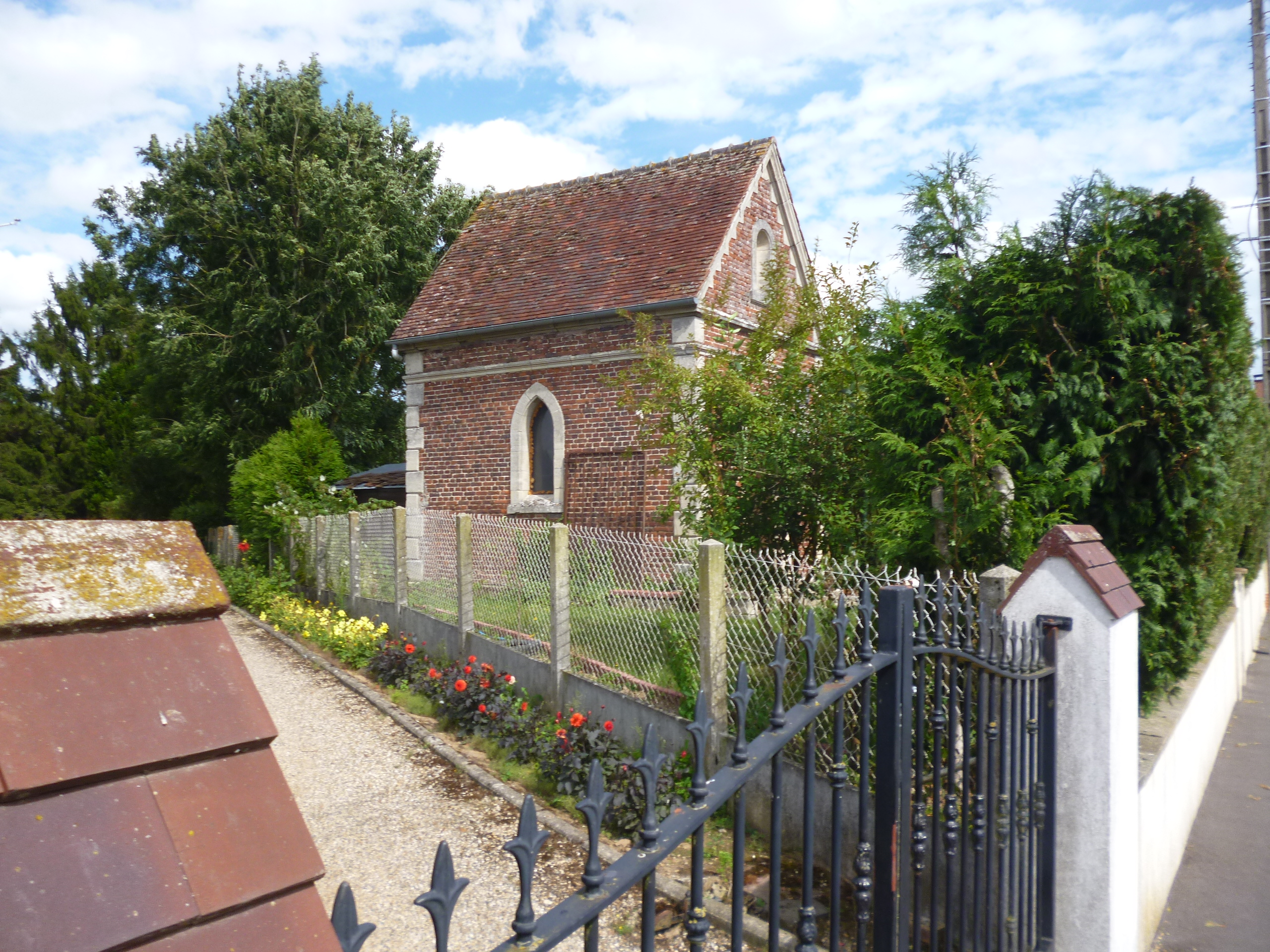
Chapelle.
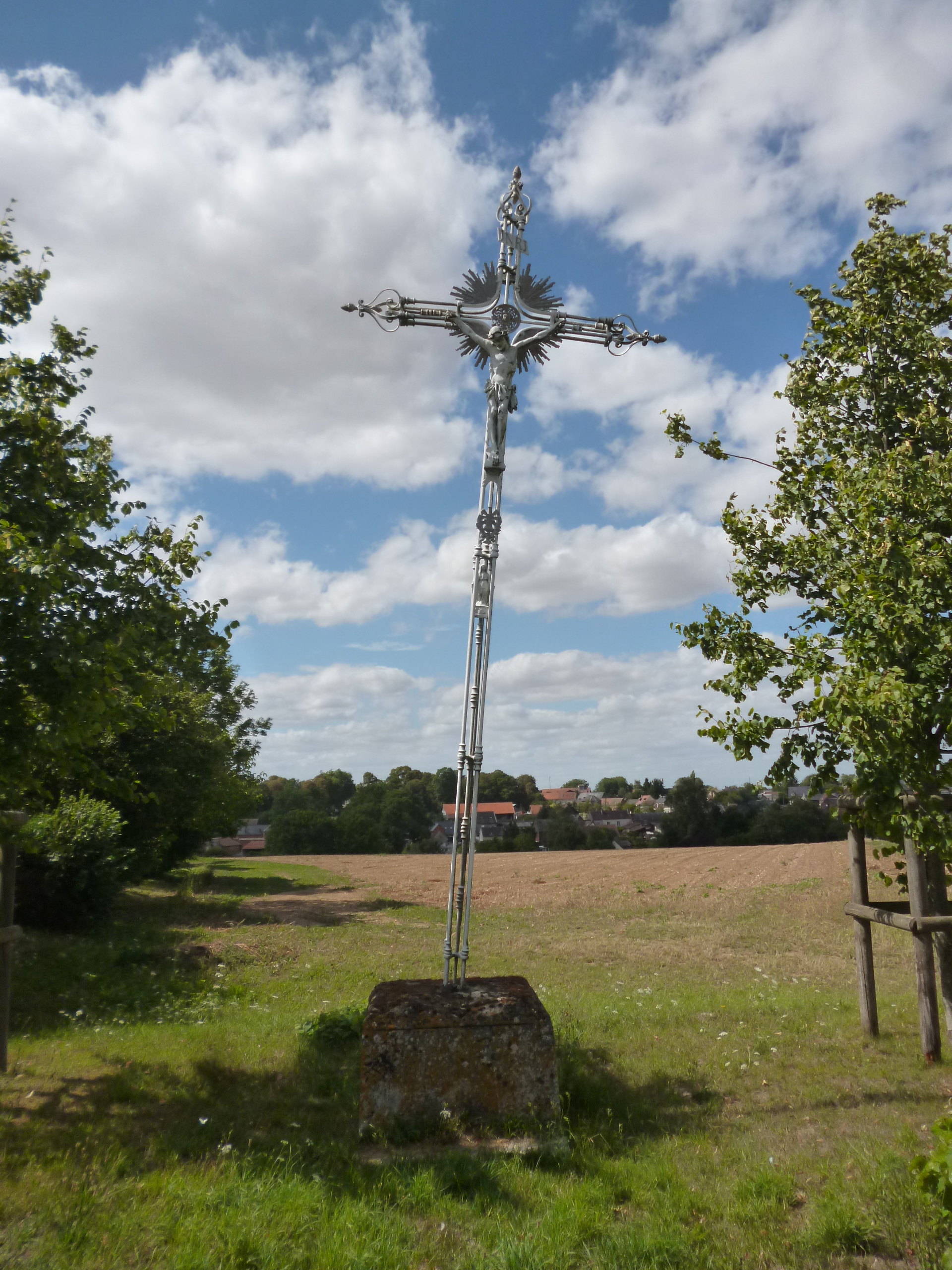
Croix de chemin.
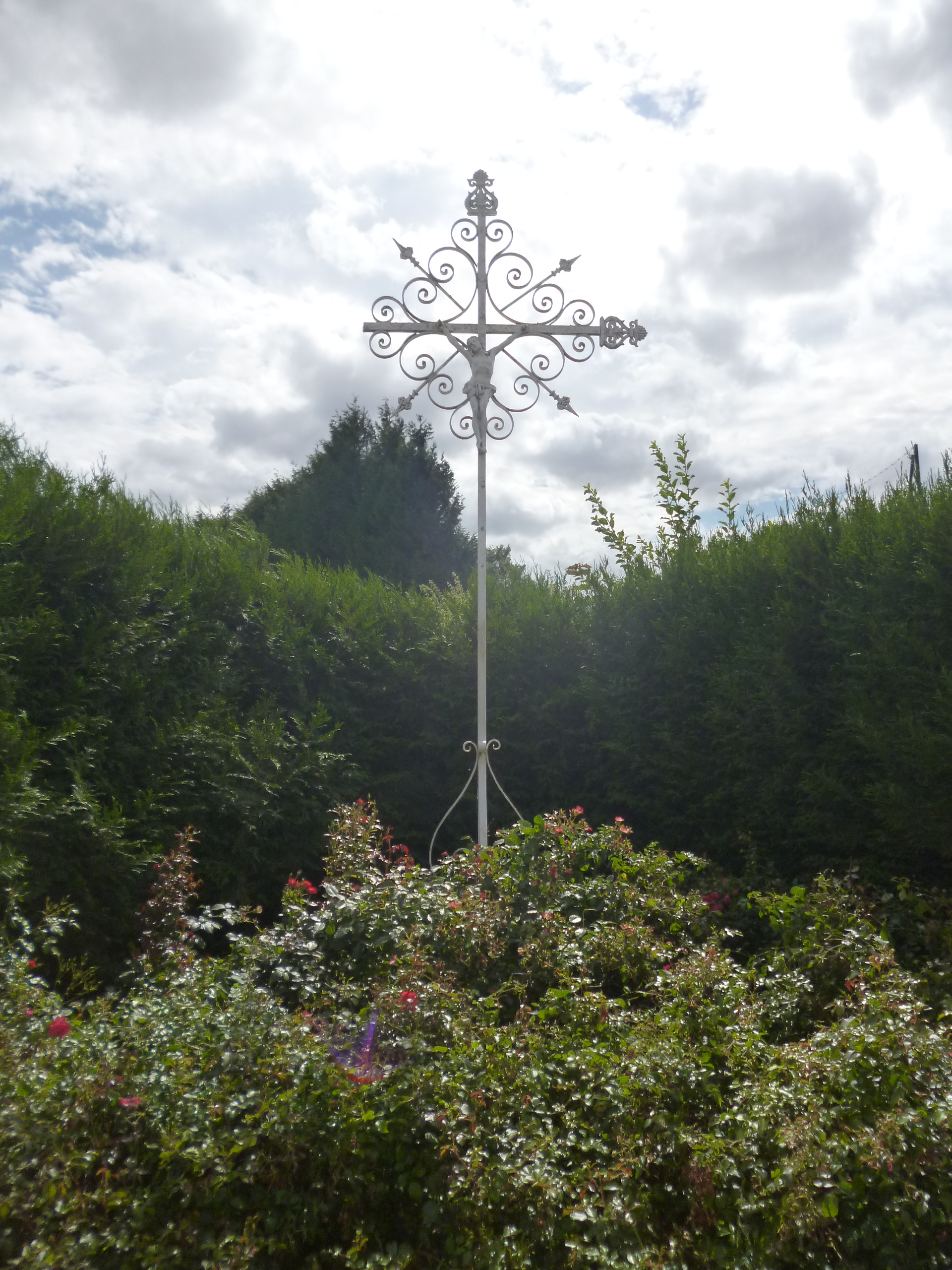
Autre croix de chemin.
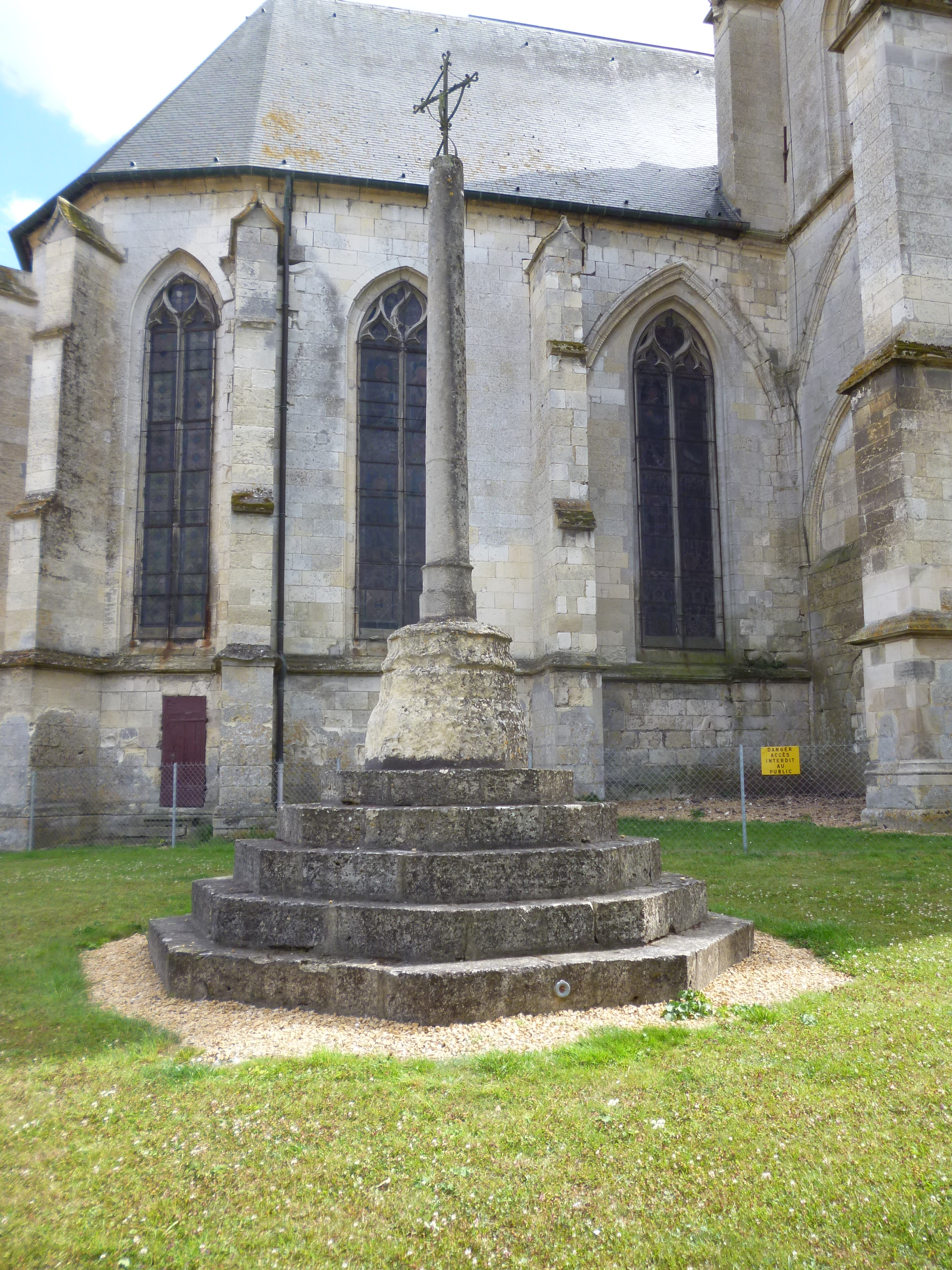
Calvaire situé à proximité de l'église.
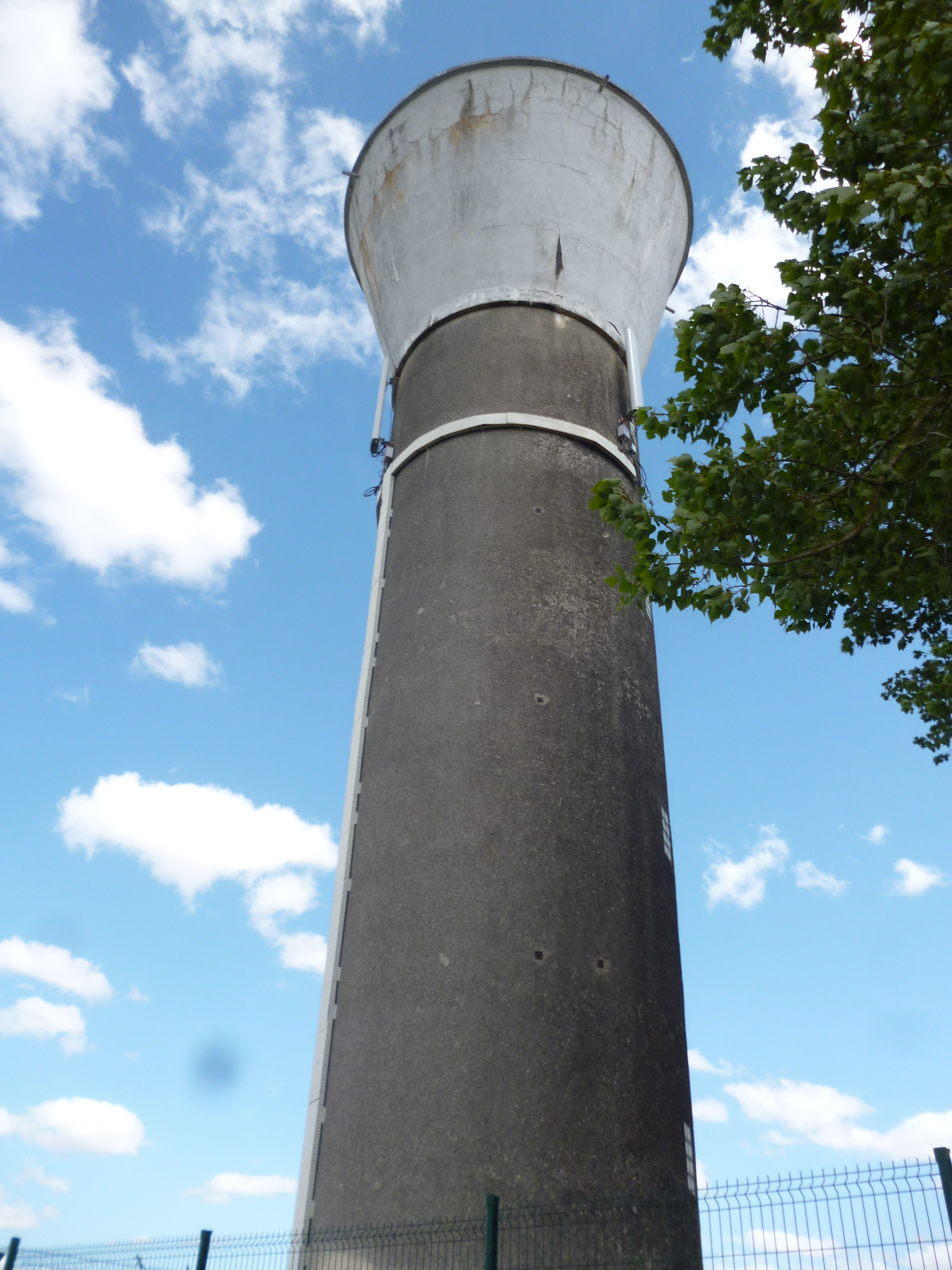
Château d'eau.
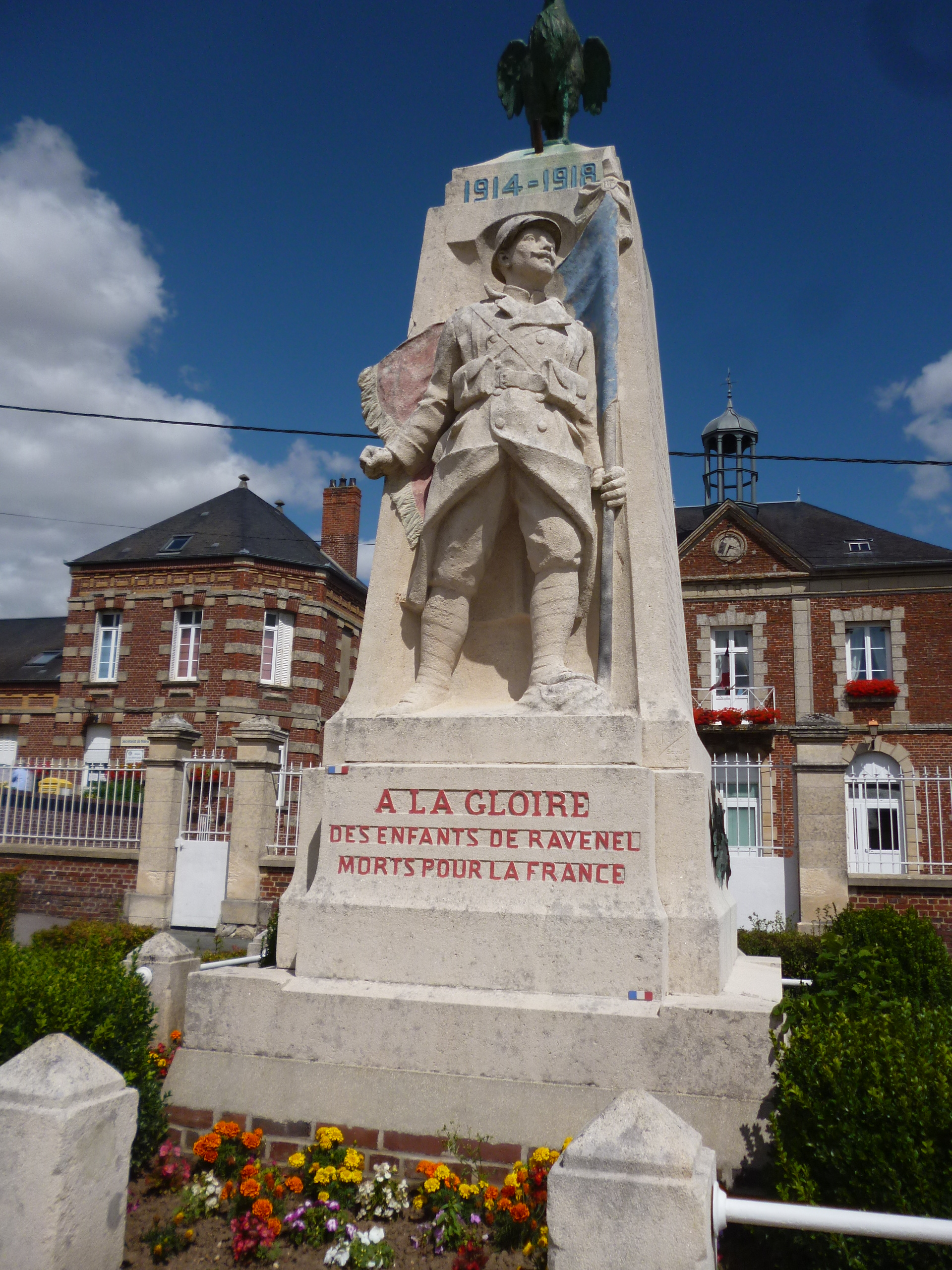
Monument aux morts.

### Personnalités liées à la commune
- José Broissart, international français de football né à Ravenel le 20 février 1947

### Héraldique
| Blason de Ravenel | Blason  | De gueules à un ravenel au naturel.                               |
| Blason de Ravenel | Détails | Armes parlantes. Le statut officiel du blason reste à déterminer. |

## Pour approfondir